# Station Angers-Saint-Laud
Station Angers-Saint-Laud is een spoorwegstation in de Franse gemeente Angers.

## Treindienst
| Serie    | Treinsoort | Route | Bijzonderheden        |
| -------- | ---------- | --- | --------------------- |
| TGV 5200 | TGV (SNCF) | [ [ Nantes – Angers-Saint-Laud – ] / [ Rennes – ] Le Mans – ] / [ Bordeaux-Saint-Jean – Saint-Pierre-des-Corps – ] Massy TGV – Aéroport Charles-de-Gaulle 2 TGV – [ Lille-Europe ] / [ Lille-Flandres ] |                       |
| TGV 5450 | TGV (SNCF) | [ Rennes – ] / [ Nantes – Angers-Saint-Laud – ] Le Mans – Massy TGV – Marne-la-Vallée - Chessy – Aéroport Charles-de-Gaulle 2 TGV – Champagne-Ardenne TGV – Lorraine TGV – Strasbourg-Ville             | Twee treinen per dag. |